# Стурно
Стурно (итал. Sturno) — коммуна в Италии, располагается в регионе Кампания, в провинции Авеллино.
Население составляет 3261 человек, плотность населения составляет 204 чел./км². Занимает площадь 16 км². Почтовый индекс — 83055. Телефонный код — 0825. Город-побратим — Глен-Коув (США).